# 特殊身份
《特殊身份》是2013年霍耀良执导的一部警匪动作片，2013年10月18日上映，影片末尾高潮戏中的车战部分备受关注。
本片在中国大陆首周三天收获6900万元，至11月10日累计1.55亿元人民币。本片的香港票房为794万元港币。

## 劇情
陈子龙（甄子丹饰）被香港警方挑选卧底混入黑社会工作，收集黑社会大头目雄（邹兆龙饰）的犯罪情报。陈子龙已感厌倦出生入死的生活，且害怕母亲（鲍起静饰）卷入争端，希望早日恢复自由身。雄的组织连连被警方瓦解，察觉到内部一定有卧底。开始对每个不信任手下展开大屠杀。陈子龙怕身份会被揭发，急于找其上司张Sir（郑中基饰），但是，张Sir认为是目前有个千载难逢的机会，可以全面瓦解雄的全部组织，希望陈子龙尽最后努力，陪同该组织内最厉害的头目Sunny（安志杰饰）到中国内地调查他们在海南岛的犯罪行径，以便全部绳之以法。到了内地，陈子龙及Sunny被一个神秘杀手“刀锋”（张涵予饰）追杀，陈子龙处于一个极度危险的境界。

## 演員
| 演員                      | 角色           | 介紹                                                                                   |
| 甄子丹                    | 陳子龍         | 臥底警察                                                                               |
| 安志杰                    | 羅志偉／Sunny  | 黑社會份子，最终被陈子龙绳之于法                                                       |
| 景甜                      | 方靜           | 大陸女警察，差一分便可进入国家射击队，协助陈子龙捉拿黑社会，因性格问题和陈子龙亦敌亦友 |
| 張涵予                    | 刀鋒           | 神秘殺手                                                                               |
| 鄒兆龍 (粵語配音：葉振聲) | 長毛雄         | 黑社會大哥                                                                             |
| 鄭中基                    | 張劍龍         | 香港警官 真名 鄭中基                                                                   |
| 鮑起靜                    | Amy姐          | 陳子龍之母，被黑社会追杀                                                               |
| 尹子維                    | Terry          | Sunny手下                                                                              |
| 麥長青                    | 梁耀坤／波王坤 | 長毛雄手下                                                                             |
| 盧惠光                    |                | 黑社會大哥                                                                             |
| 吳志雄                    |                | 黑社會大哥                                                                             |
| 劉玉翠                    | Mary           | 經理人                                                                                 |
| 楊志剛                    | 雷隊長         | 大陸警察                                                                               |
| 嚴華                      | 大聲發         | 黑社會人士                                                                             |

## 幕後風波
該片劇組於2012年2月29日晚間透過官方微博發佈聲明，稱與原訂演出該片前身『終極解碼』反派大哥的趙文卓創作理念不合，取消雙方合作。趙文卓於3月1日凌晨透過微博稱自己受到劇組不公正對待，並於3月15日接受媒體採訪，稱甄子丹是「戲霸」，未經他同意而擅自刪減其戲份，致其從主角降為配角，導致最終離開劇組。
中國青年導演耿衛國（另名檀冰）也於2012年4月5日召開新聞發佈會，稱甄子丹在電影拍攝期間以「罷演」為要脅，進行所謂的「戲霸」行為，具體包括「踢走成龍、韓庚等主創」、「踢走導演兼項目創始人檀冰」、「甄子丹司機殺死趙文卓司機」、「無端增加片酬」、「無端增加劇組編制」等，並在上節目時聲稱已透過北京仲裁委員會聯合致函甄子丹。
不少演藝圈人士如舒淇、黎明、杜汶澤、惠英紅在微博發表支持甄子丹的言論，有人因而發動俗稱水軍的網絡打手以謾罵方式在包括甄子丹在內的各藝人微博留言，當中舒淇更被翻出多年前的裸照羞辱，致使舒淇刪除所有相關微博內容，並宣佈退出微博。甄子丹代言的產品亦在線下超市屢遭破壞，他也為此關閉個人微博留言功能多年，至近年才又開放。
對此，甄子丹回應其實最早是他邀請趙文卓參與，而在趙文卓因提出換總統套房和增加片酬等要求令投資方想換人時，他曾向投資方請求保留趙文卓，也曾四次挽留趙文卓，但趙文卓不願妥協。而對於導演耿衛國的說明會，甄子丹方的發言人趙小姐則表示，檀冰當初是以「成龍會加盟」為由邀請甄子丹入組，後來成龍沒有時間參與，甄子丹也打算退出，檀冰才改請甄子丹擔任監製。隨後，投資方另找人重新編寫劇本，並對因不許別人改動劇本而退出的檀冰，給予全額的前期投資補償。
2013年6月，甄子丹狀告耿衛國，訴其名譽侵權並索賠500萬元。2015年11月17日，北京海淀法院公佈判決結果，認為耿衛國在發表詆毀甄子丹名譽的相關言論時，並無實質證據，流於主觀認定，判其公開賠禮道歉，並賠償甄子丹精神損害金五萬元。但耿衛國未執行該判決結果，因此法院於2017年10月1日在人民法院報上刊登公告，再次強調2012年『特殊身份』事件中，耿衛國惡意侵犯甄子丹名譽之事實成立。
然而，自此事件後，網路上就充斥各種對甄子丹的抹黑與不實新聞，包括就讀北京體校期間飛揚跋扈被李連杰教訓打哭、欺負吳京、拋妻棄子、與李連杰、吳京、洪金寶、葉偉信、陳木勝不合等，至今仍對他個人名譽造成傷害。
值得一提的是，這部片的主題曲《我沒你想的那麼堅強》，歌詞宛如甄子丹的寫照：
「這世界攤開一張繁密的網，有多少流言蜚語把我捆綁，反正穿不破冷圍牆，索性關起窗遮擋陽光。我沒你想的那麼堅強，總有些重量無法抵擋，我會在深夜默默脫下西裝，數著鏡子裡遍體鱗傷。我沒你想的那麼堅強，有時也想找地方躲藏，不讓人看見淚水紅了眼眶，把墨鏡戴上假裝無恙。我翻來覆去無法進入夢鄉，和昨天的自己糾纏對抗，我有些累了想投降，壓抑著爭辯卻不能講。我沒你想的那麼堅強，有時我也對自己說謊，多想不在乎那些惡言相向，我問心無愧又能怎樣。我沒你想的那麼堅強，有時也想找地方躲藏，懷疑的目光像刀穿透心臟，只能一個人默默擔當。」
作曲兼演唱的歌手楊坤在電影新聞發佈會上曾表示，這首歌與其說是為《特殊身份》而寫，不如說是寫給甄子丹的，「這部電影從籌備到拍攝結束，所有的細節我都很清楚，所以找我來寫這首歌的時候，我就想讓大家看到甄子丹真實的內心。之前甄子丹給大家的印象一直是堅強、永不言棄的，但是再堅強的人背後也有脆弱的一面，再強大的人也有承受不住的時候，很多苦痛沒法拿出來說。」

## 腳注
1. ↑  . 2013-10-22  [2013-12-26]. （原始内容存档于2020-06-20）.
2. ↑  . 2013-11-12  [2013-12-26]. （原始内容存档于2020-06-20）.
3. ↑  . 艺恩网.   [2013-12-26]. （原始内容存档于2013-12-26）.
4. ↑  .   [2020-02-29]. （原始内容存档于2020-04-26）.
5. ↑  .   [2020-02-29]. （原始内容存档于2020-04-26）.
6. ↑  .   [2020-04-16]. （原始内容存档于2020-04-26）.
7. ↑  .   [2020-02-29]. （原始内容存档于2014-10-23）.
8. ↑  .   [2020-02-29]. （原始内容存档于2020-07-17）.
9. ↑  .   [2020-04-16]. （原始内容存档于2020-07-17）.

## 外部連結
- 《特殊身份 （页面存档备份，存于）》在香港雅虎的電影頁面（繁體中文）
- Yahoo奇摩電影上《特殊身份》的資料（繁體中文）
- 開眼電影網上《特殊身份》的資料（繁體中文）
- 豆瓣电影上《特殊身份》的資料 （简体中文）
- 时光网上《特殊身份》的資料（简体中文）
- AllMovie上《特殊身份》的资料（英文）
- 爛番茄上《特殊身份》的資料（英文）
- 香港影庫上《特殊身份》的資料（繁體中文）
- 互联网电影数据库（IMDb）上《特殊身份》的资料（英文）